# Gorzuchowo Chełmińskie
Gorzuchowo Chełmińskie – przystanek kolejowy a dawniej stacja w Gorzuchowie na linii kolejowej nr 207, w województwie kujawsko-pomorskim. Po rewitalizacji linii w 2014 roku rozebrano tory dodatkowe.

## Ruch pasażerski
| Rok  | Wymiana pasażerska na dobę |
| ---- | -------------------------- |
| 2017 | 50-99                      |
| 2022 | 50-99                      |